# Bert Carter
Herbert John „Bert“ Carter (* 24. September 1906 in Liverpool; † 10. Juni 1976 ebenda) war ein englischer Fußballspieler.

## Karriere
Carter war als Amateur ab 1931 beim AFC New Brighton registriert. In der Saison 1931/32 kam er zu vier Einsätzen in der Third Division North, als im Saisonverlauf sechs verschiedene Spieler die Position des rechten Außenläufers bekleideten (neben Carter waren dies noch Robert Curr, Tommy Lewis, Archie Pollock, Bill Ratcliffe und Sam Spencer), während auf der linken Außenläuferposition Jimmy Smedley alle 40 Ligaspiele bestritt. Den Großteil seiner Zeit bei New Brighton verbrachte er in der Reservemannschaft, dies änderte sich auch nicht in der Saison 1932/33, als er zum Profi aufgestiegen war. Die Läuferreihe bildeten dabei zumeist Smedley, Ratcliffe und David Robb, Carter wurde lediglich bei einer 3:5-Heimniederlage gegen den FC Barnsley als Mittelläufer aufgeboten. In der Folge schloss er sich Winsford United in der Cheshire County League an, bei denen er ab Juli 1933 ebenfalls Profi war. Carter verstarb 69-jährig in seiner Heimatstadt, er hinterließ seine Ehefrau und zwei Töchter.